# ФК „Балкан“ (Белоградчик)
ФК „Балкан“ е футболен отбор от град Белоградчик, България.
Състезава се понастоящем в АОФГ Видин.
Основните цветове на отбора са зелено и бяло. Мачовете си провеждат на стадион „Градски“ в Белоградчик.
През сезон 1979 – 1980 г. „Балкан“ участва в турнира за Купата на Съветската армия.
Най-запомнящият мач е срещу" Левски" на 1/16 финал за купата на страната сезон 1993 – 1994 г., където "Балкан" (Белоградчик) пада с 2 – 3 след гол на Даниел Боримиров в последните минути. През същия сезон отборът на „Левски“ става шампион и носител на купата на страната и е на крачка от класиране в шампионската лига след драматично отпадане от "Вердер" (Бремен).
След 17-годишно отсъствие от В група от сезон 2009 – 2010 г. се завръща отново в третото ниво на българския футбол.